# Priorado de Little Horkesley
O Priorado de Little Horkesley foi um priorado de monges cluníacos em Essex, na Inglaterra. Era um priorado estrangeiro, uma casa filha de Thetford, Norfolk e dependente de Lewes, Sussex. Foi fundado antes de 1127 por Robert Fitz Godebald (Robert de Horkesley) e por sua esposa Beatrice. Tornou-se independente a partir de 1376, mas foi dissolvido em 1525. A igreja do priorado foi destruída por um bombardeamento em 1940